# ریچارد شلدون
ریچارد شلدون (انگلیسی: Richard Sheldon; ۹ ژوئیهٔ ۱۸۷۸ – ۲۳ ژانویهٔ ۱۹۳۵) پرتاب‌گر دیسک و وزنه اهل ایالات متحده آمریکا بود.